# El águila abandona Britania
El águila abandona Britania (Título original: The Eagle's Prey) es el quinto libro de la serie Águila, de Simon Scarrow. Esta saga narra las peripecias de dos centuriones, Cato y Macro, en las legiones del Imperio Romano a mediados del siglo I d. C.

## Argumento
La campaña romana por la conquista de Britania continúa y los centuriones Macro y Cato han recibido respectivamente el mando de la tercera y sexta centurias de la Tercera cohorte en la Legio II Augusta del legado Vespasiano.
El líder britano Carataco continúa siendo el principal quebradero de cabeza de las legiones romanas  y el general Aulo Plautio elabora un plan para acabar definitivamente con su resistencia; pero un grave error del centurión superior de la Tercera cohorte, Maximio, permite que Carataco y parte de su ejército escape de la trampa y se refugien en una zona pantanosa inaccesible para las legiones.
Este grave error del centurión superior y su difícil personalidad pondrá a los dos protagonistas en sucesivos peligros, acabando Cato condenado a muerte (y fugado) y Macro arrestado por insubordinación.
Sólo la determinación y valentía de los dos centuriones les permitirá salir con éxito de tan complicada situación, aunque acabará cayendo sobre ellos la sospecha del asesinato del centurión Maximio. Así pues, deberán abandonar Britania junto con el legado Vespasiano que acaba su mandato al frente de la Segunda legión.